# 関東学院マーチングバンド
関東学院マーチングバンド（かんとうがくいんマーチングバンド、Kantogakuin Marching Band）は、日本のアマチュアマーチングバンド。関東学院中学高等学校に属するマーチングバンドクラブである。2022年で、創部70周年を迎える全国大会常連のバンドである。

## 歴史
- 1952年 吹奏楽部として部員12名で発足（初代顧問：広岡徹也）。
- 1963年 ドラム隊としてバトントワラー編成が加わる。
- 1964年 ビューグル隊が加わり、マーチングバンドの活動を展開。
- 1967年 マーチングバンド全国大会の前身である、第1回パレードバンドフェスティバルに出場（於：横浜市文化体育館）。
- 1973年 第1回マーチングバンド全国大会に出場（於：東京体育館）。
- 1974年 第1回JBA-ABA合同会議(ホノルル,アメリカ)に出演。
- 1977年 前々年の1975年から全国高等学校コンテストが創設。当年の第3回大会において、初代グランプリ受賞（前年まで、グランプリの選出はなし。名称：関東学院ブラスアカデミー）。
- 1978年 第4回大会に出場。2年連続でグランプリ受賞（名称：関東学院マーチングバンド）。
- 1988年 第13回全国高等学校マーチングバンド・バトントワリングコンテストにおいて、10年ぶり3度目のグランプリ受賞（於：日本武道館）。
- 1993年 第18回全国高等学校マーチングバンド・バトントワリング・コンテストの部において、5年ぶり4度目のグランプリ受賞。
- 2002年 第29回マーチングバンド・バトントワリング全国大会 高等学校の部において、9年ぶり5度目のグランプリ受賞。
- 2003年 第30回大会に出場。2年連続6度目のグランプリ受賞。
- 2004年 前年度までに、2年連続でグランプリを受賞したため、当年は招待演奏として大会に参加（於：さいたまスーパーアリーナ）。
- 2011年 第2回マーチングバンド・バトントワーリング国際大会において、金賞受賞。
- 2012年 TBS系列『オールスター感謝祭 '12秋 超豪華!クイズ決定版』にパレード演奏で出演。
- 2014年 第42回マーチングバンド全国大会において、2年ぶりの金賞受賞（大編成での金賞は7年ぶり）[1]。
- 2015年 『LAWSON presents ゆず 弾き語りライブ 2015「二人参客」 in 横浜スタジアム』に出演[2]。
- 2016年 川口春奈出演の『リクナビ2017』のCMに、一般バンド「YOKOHAMA ROBINS」とともに出演。『ドラゴンクエストライブスペクタクルツアー』横浜公演に出演。嵐出演の１０月１０日放送NHK特番「東京2020　12時間スペシャル→2020」グランドフィナーレ「嵐スタジアム」に出演。
- 2017年　ももクロ夏のバカ騒ぎ2017 -FIVE THE COLOR Road to 2020- 味の素スタジアム大会にシークレットゲストとして出演。
- 2018年 チャリティー吹奏楽コンサート「横浜開港祭 ザブラスクルーズ 2018」に出演。
- 2019年 神奈川自衛隊音楽まつりに出演。
- 2023年 約30年ぶりに海外遠征を実施。台湾で行われる嘉義市国際音楽祭へ出演。

## 出演イベント
- 4月
  - Nu Skin　ジャパン株主総会演奏in横浜アリーナ
- 5月
  - ザ・よこはまパレード（横浜開港記念みなと祭　国際仮装行列）2019年まで毎年
- 6月
  - THE BRASS CRUISE 横浜開港祭チャリティー吹奏楽コンサートinみなとみらいホール
  - ボールコートマーチング（旧マーチングプレビュー）：日本マーチングバンド協会関東支部主催
- 7月
- 8月
  - サマーマーチングフェスティバルin幕張メッセ：JMBA日本マーチングバンド協会主催
  - JAPAN CUPマーチングバンド・バトントワリング全国大会（9月、12月開催の年もあり）
  - ももいろクローバーZライブ
  - ゆず弾き語りライブ
  - ドラゴンクエストスペクタクルツアー
- 9月
- 10月
  - マーチングバンド神奈川県大会
- 11月
  - マーチングバンド関東大会
  - Music in motion
  - 高崎マーチングフェスティバル
  - あずまボウル
  - DCJ(Drum Corps Japan) All Japan Championship
- 12月
  - マーチングバンド全国大会
- 1月
- 2月
  - カラーガード・マーチングパーカッション全国大会in幕張メッセ
  - マーチングステージ全国大会in神奈川県民ホール
- 3月
  - 自衛隊音楽祭　
  - 定期演奏会

## マーチングバンド全国大会での成績

### 2000年 - 2009年
| 年   | 回 | 演技タイトル            | 編成     | 賞                            |
| ---- | -- | ----------------------- | -------- | ----------------------------- |
| 2000 | 28 | 未知なる航海1           | 大       | 関東大会:銀賞                 |
| 2001 | 29 | CARMEN                  | 大       | 金                            |
| 2001 | 29 | CARMEN                  | 大       | グランプリ （文部科学大臣賞） |
| 2002 | 30 | GAYANEH                 | 大       | 金                            |
| 2002 | 30 | GAYANEH                 | 大       | グランプリ （文部科学大臣賞） |
| 2003 | 31 | La Fiesta de Espana     | 招待演奏 | 招待演奏                      |
| 2004 | 32 | Le monde de Saint-Saens | 大       | 金                            |
| 2005 | 33 | TITAN                   | 大       | 金                            |
| 2006 | 34 | Fiddler on the Roof     | 大       | 金                            |
| 2007 | 35 | THE WORLD OF DVORAK     | 大       | 金                            |
| 2008 | 36 | Rachmaninov Portrait    | 大       | 関東大会:金賞                 |
| 2009 | 37 | CANDIDE                 | 大       | 銀                            |

### 2010年 - 2019年
| 年   | 回 | 演技タイトル                    | 編成 | 賞 （点数）   |
| ---- | -- | ------------------------------- | ---- | ------------- |
| 2010 | 38 | Message from TCHAIKOVSKY        | 中   | 関東大会:金賞 |
| 2011 | 39 | The Godfather                   | 中   | 関東大会:金賞 |
| 2012 | 40 | Heal the Earth                  | 中   | 金            |
| 2013 | 41 | Deja Vu                         | 大   | 関東大会:金賞 |
| 2014 | 42 | 祈り                            | 大   | 金 （94.78）  |
| 2015 | 43 | Bird                            | 大   | 銅 （93.68）  |
| 2016 | 44 | Unforgettable Stars             | 大   | 銅 （94.28）  |
| 2017 | 45 | Between two worlds －氷の領界－ | 大   | 銀 （93.48）  |
| 2018 | 46 | Dream of Marionette             | 大   | 銀 （93.35）  |
| 2019 | 47 | ALIVE ～Life goes on～          | 大   | 銀 （94.05）  |